# Перелік ударів по житловій забудові під час російського вторгнення (вересень 2022)
Удари по житловій забудові України під час російсько-української війни — воєнний злочин, скоєний російськими військовими під час повномасштабного військового вторгнення в Україну.
У переліку подано інформацію про удари по житловій та громадській забудові яка була опублікована у відкритих джерелах. Подано інформацію про атаки протягом вересня 2022 року.

## Загальна інформація
Згідно моніторингової місії ООН з прав людини в Україні відомо про 415 загиблих цивільних українців протягом вересня 2022 року.

### Руйнування населених пунктів прилеглих до лінії зіткнення
У населених пунктах які знаходяться біля лінії бойового зіткнення, постійно відбуваються обстріли житлової та іншої цивільної забудови (у тому числі медичних установ, навчальних закладів, комерційної забудови). Впродовж вересня 2022 року, обстріли відбувалися вздовж прикордонних громад Чернігівщини, Сумщини, та Харківщини, а також громад Запорізької, Дніпропетровської, Херсонської та Миколаївської областей із використанням ракет, безпілотників, мінометів, артилерії, реактивних систем залпового вогню, вогнем бронетехніки та стрілецької зброї.
Вздовж державного кордону:
- У Чернігівській області — Корюківська, Новгород-Сіверська, Семенівська, Сновська громади.
- У Сумській області — Білопільська, Великописарівська, Глухівська, Краснопільська, Миропільська, Новослобідська, Путивльська, Хотінська, Юнаківська громади.
- У Харківській області — Вільхуватська, Вовчанська, Дворічанська, Дергачівська, Золочівська, Липецька громади

Між тимчасово окупованою територією:
- У Харківській області — Борівська, Дворічанська, Ізюмська, Кіндрашівська, Куп'янська, Курилівська, Оскільська, Петропавлівська громади
- У Луганській області — Красноріченська, Лисичанська громади
- У Донецькій області — Званівська, Сіверська громади
- У Запорізькій області —
- У Херсонській області —
- У Миколаївській області —

## Перелік
Червоним кольором позначені атаки у яких відомо про загибель людей.
| дата і місце | дата і місце                      | тип зброї       | подробиці атаки, жертви (загиблі/поранені)   | подробиці атаки, жертви (загиблі/поранені) |
| ------------ | --------------------------------- | --------------- | -------------------------------------------- | ------------------------------------------ |
| 02/09        | Харків                            | С-300           | цивільна інфраструктура                      | —                                          |
| 03/09        | Харків                            | С-300           | цивільна інфраструктура                      | —                                          |
| 04/09        | Харків                            | С-300           | цивільна інфраструктура                      | —                                          |
| 04/09        | Харківська обл.                   | Онікс           | військова та цивільна інфраструктура         | —                                          |
| 04/09        | Миколаївська обл.                 | Х-31            | військова та цивільна інфраструктура         | —                                          |
| 05/09        | Миколаївська обл., Очаків         | С-300           | цивільна інфраструктура                      | —                                          |
| 05/09        | Миколаїв                          | С-300           | цивільна інфраструктура                      | —                                          |
| 05/09        | Миколаївська обл., Вознесенськ    | Калібр          | цивільна інфраструктура                      | 0/2                                        |
| 06/09        | Харків                            | С-300           | цивільна інфраструктура                      | —                                          |
| 06/09        | Донецька обл., Словʼянськ         | С-300           | цивільна інфраструктура                      | —                                          |
| 08/09        | Харківська обл.                   | С-300           | цивільна інфраструктура                      | 0/7                                        |
| 09/09        | Харківська обл., Чугуїв           | ракетний удар   | цивільна інфраструктура                      | —                                          |
| 09/09        | Харків                            | ракетний удар   | цивільна інфраструктура                      | —                                          |
| 10/09        | Миколаїв                          | С-300           | цивільна інфраструктура                      | —                                          |
| 10/09        | Харківська обл., Нова Водолага    | С-300           | ракета влучила у приватний житловий будинок  | 1/0                                        |
| 10/09        | Донецька обл., Покровськ          | Іскандер        | залізнична та цивільна інфраструктура        | 4/6                                        |
| 10/09        | Донецька обл., Покровськ          | Іскандер        | залізнична та цивільна інфраструктура        | 4/6                                        |
| 11/09        | Дніпро                            | ракетний удар   | цивільна інфраструктура                      | 0/3                                        |
| 11/09        | Харків                            | С-300           | цивільна інфраструктура                      | —                                          |
| 12/09        | Запоріжжя                         | ракетний удар   | цивільна інфраструктура                      | —                                          |
| 17/09        | Запорізька обл., Таврійське       | ракетний удар   | цивільна інфраструктура                      | —                                          |
| 17/09        | Донецька обл., Краматорськ        | С-300           | цивільна інфраструктура                      | 0/5                                        |
| 18/09        | Донецька обл., Краматорськ        | ракетний удар   | цивільна інфраструктура                      | —                                          |
| 18/09        | Миколаївська обл., Очаків         | артобстріл/РСЗВ | пошкодження житлових будинків у центрі міста | 0/2                                        |
| 19/09        | Донецьк                           | артобстріл      | обстріл площі у житловому районі             | 9/2+                                       |
| 19/09        | Донецька обл., Краматорськ        | С-300           | цивільна інфраструктура                      | —                                          |
| 21/09        | Харків                            | ракетний удар   | цивільна інфраструктура                      | 0/1                                        |
| 21/09        | Донецька обл., Курахове           | ракетний удар   | цивільна інфраструктура                      | 0/12                                       |
| 22/09        | Запоріжжя                         | ракетний удар   | цивільна інфраструктура                      | —                                          |
| 22/09        | Запоріжжя                         | ракетний удар   | цивільна інфраструктура                      | 0/3                                        |
| 22/09        | Донецька обл., Словʼянськ         | ракетний удар   | цивільна інфраструктура                      | —                                          |
| 22/09        | Запоріжжя                         | С-300           | цивільна інфраструктура                      | 1/5                                        |
| 23/09        | Миколаїв                          | ракетний удар   | цивільна інфраструктура                      | —                                          |
| 24/09        | Запоріжжя                         | ракетний удар   | цивільна інфраструктура                      | 1/7                                        |
| 25/09        | Запоріжжя                         | ракетний удар   | цивільна інфраструктура                      | —                                          |
| 26/09        | Харківська обл., Первомайський    | Іскандер-М      | цивільна інфраструктура                      | 4/0                                        |
| 26/09        | Запорізька обл.                   | ракетний удар   | цивільна інфраструктура                      | —                                          |
| 26/09        | Донецька обл., Краматорськ        | ракетний удар   | цивільна інфраструктура                      | —                                          |
| 26/09        | Донецька обл., Словʼянськ         | ракетний удар   | цивільна інфраструктура                      | —                                          |
| 27/09        | Одеська обл.                      | Х-59            | цивільна інфраструктура                      | —                                          |
| 27/09        | Запорізька обл.                   | С-300           | цивільна інфраструктура                      | —                                          |
| 28/09        | Донецька обл., Миколаївка         | С-300           | цивільна інфраструктура                      | 1/0                                        |
| 28/09        | Дніпропетровська обл., Кривий Ріг | Х-59            | цивільна інфраструктура                      | —                                          |
| 29/09        | Миколаїв                          | ракетний удар   | зупинка громадського транспорту              | 3/12                                       |
| 29/09        | Дніпро                            | Іскандер        | міське АТП                                   | 3/5                                        |
| 29/09        | Дніпро                            | Х-22            | цивільна інфраструктура                      | —                                          |
| 30/09        | Запорізька обл.                   | С-300           | обстріл гуманітарної колони в Запоріжжі      | 30/118                                     |
| 30/09        | Миколаїв                          | С-300           | цивільна інфраструктура                      | —                                          |